# Municipio de Richland (condado de Carroll)
El municipio de Richland (en inglés: Richland Township) es un municipio ubicado en el condado de Carroll en el estado estadounidense de Iowa. En el año 2010 tenía una población de 175 habitantes y una densidad poblacional de 1,94 personas por km².

## Geografía
El municipio de Richland se encuentra ubicado en las coordenadas 41°59′11″N 94°40′40″O / 41.98639, -94.67778. Según la Oficina del Censo de los Estados Unidos, el municipio tiene una superficie total de 90.32 km², de la cual 90,28 km² corresponden a tierra firme y (0,04 %) 0,04 km² es agua.

## Demografía
Según el censo de 2010, había 175 personas residiendo en el municipio de Richland. La densidad de población era de 1,94 hab./km². De los 175 habitantes, el municipio de Richland estaba compuesto por el 100 % blancos. Del total de la población el 0,57 % eran hispanos o latinos de cualquier raza.